# Pomadasys bayanus
Pomadasys bayanus es una especie de peces de la familia Haemulidae en el orden de los Perciformes.

## Morfología
• Los machos pueden llegar alcanzar los 51 cm de longitud total.

## Distribución geográfica
Se encuentra desde la Península de Baja California (México) hasta el Perú.